# オースティン・ベック
オースティン・スティーブン・ベック（Austin Steven Beck, 1998年11月21日 - ）は、 アメリカ合衆国ノースカロライナ州デビッドソン郡アルカディア出身の元プロ野球選手（外野手）。右投右打。

## 経歴
2017年のMLBドラフト1巡目（全体6位）でオークランド・アスレチックスから指名され、プロ入り。なお、契約しない場合はノースカロライナ大学へ進学の予定であった。契約後、傘下のルーキー級アリゾナリーグ・アスレチックスでプロデビュー。41試合に出場して打率.211、2本塁打、28打点、7盗塁を記録した。
2018年はA級ベロイト・スナッパーズでプレーし、123試合に出場して打率.296、2本塁打、60打点、8盗塁を記録した。
2023年11月6日にFAとなり、12月16日にロサンゼルス・ドジャース傘下のタルサ・ドリラーズに移籍。
2024年8月6日に引退した。

## プレースタイル
身体能力抜群のアスリートで性格も真面目。ただ、スウィングに大きな欠陥があり、将来は第4の外野手が精いっぱいとの声がある。